# Dave Cuming
Dave Cuming (* 20. August 1953 in Macclesfield) ist ein ehemaliger britischer Radrennfahrer und nationaler Meister im Radsport.

## Sportliche Laufbahn
Cuming gewann 1976 den nationalen Titel im Mannschaftszeitfahren. 1977 siegte er im Titelkampf mit Phil Griffith, Paul Carbutt und Joe Waugh. Ebenfalls 1977 gewann er den Lincoln Grand Prix, eines der traditionsreichsten Eintagesrennen für Amateure auf der britischen Insel, vor Steve Lawrence. 
1978 wurde er Berufsfahrer und blieb bis 1985 in britischen und belgischen Radsportteams aktiv. Neben einer Reihe nationaler kleinerer Rennen gewann er im Verlauf seiner Profikarriere 1983 das Tom Simpson Memorial in Nottingham.
1979 war er am Start der Deutschland-Rundfahrt und im Rennen der UCI-Straßen-Weltmeisterschaften, wobei er jedoch ausschied.